# Миусс
Миусс (устар. Миус) — река в России, протекает по Саратовской области.

## География и гидрология
Миусс левобережный приток реки Большой Кушум, её устье находится в 61 километр от устья Большого Кушума. Длина реки — 59 километров. Площадь водосборного бассейна — 816 км².
Имеет приток Солянка.

## Данные водного реестра
По данным государственного водного реестра России относится к Нижневолжскому бассейновому округу, водохозяйственный участок реки — Большой Иргиз от Сулакского гидроузла и до устья. Речной бассейн реки — Волга от верхнего Куйбышевского водохранилища до впадения в Каспий.
Код объекта в государственном водном реестре — 11010001712112100010112.